# When the Boys Meet the Girls (album)
When the Boys Meet the Girls è un album del gruppo musicale statunitense Sister Sledge, pubblicato dall'etichetta discografica Atlantic nel 1985.
L'album è prodotto da Nile Rodgers, che cura gli arrangiamenti.
Dal disco vengono tratti quattro singoli: Frankie, Dancing on the Jagged Edge, You're Fine e When the Boys Meet the Girls.

## Tracce

### Lato A
1. When the Boys Meet the Girls
2. Dancing on the Jagged Edge
3. Frankie
4. You're Fine

### Lato B
1. Hold Out Poppy
2. The Boy Most Likely
3. You Need Me
4. Following the Leader
5. Peer Pressure